# Jordan Patrick Smith

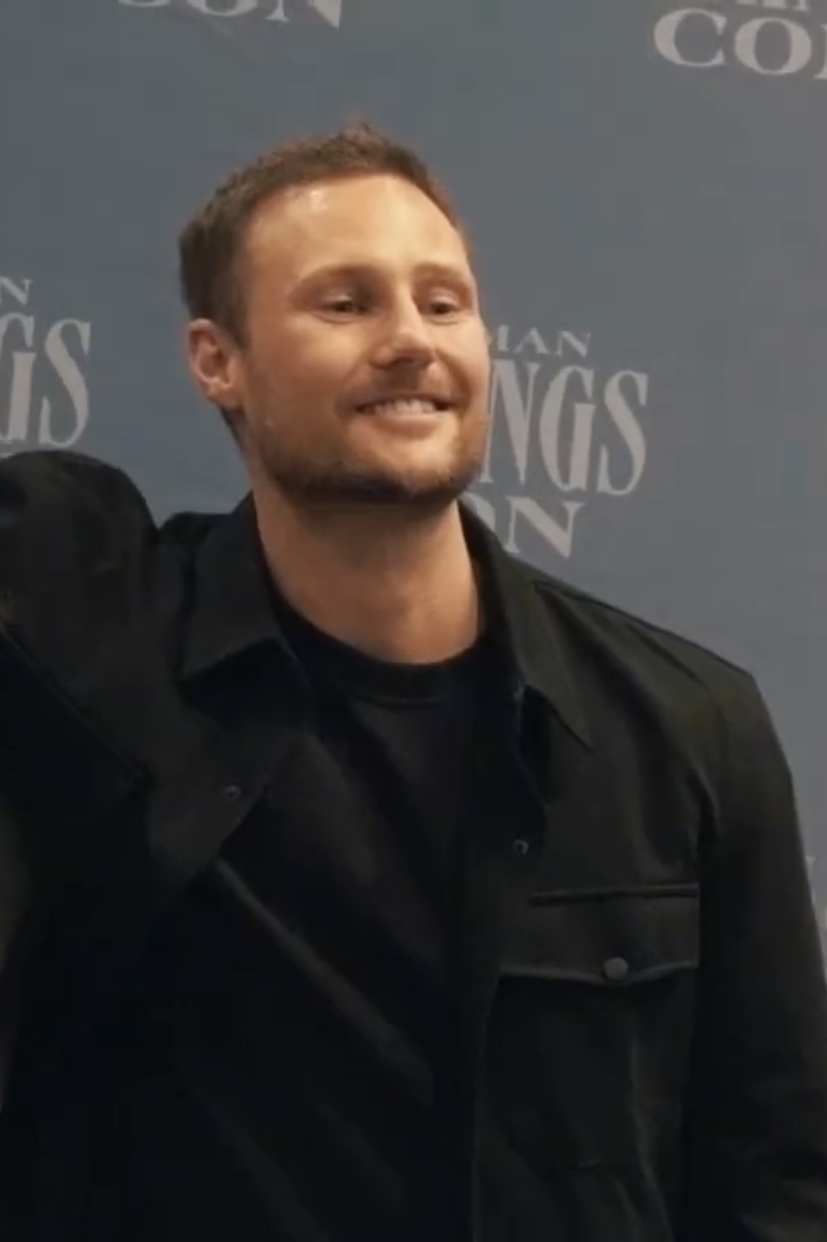
Jordan Patrick Smith, 2022

Jordan Patrick Smith (* 18. Juni 1989 in Fife, Schottland) ist ein schottisch-australischer Schauspieler. Bekanntheit erlangte er durch die Rollen des Andrew Robinson in der australischen Seifenoper Nachbarn und des Ubbe in der kanadisch-irischen Fernsehserie Vikings.

## Leben
Jordan Patrick Smith besuchte die römisch-katholische Sekundarschule St Columba’s High School in Dunfermline und spielte dort Fußball für die Jugendakademie des Ortes. Nach einem Urlaub in Australien im Jahr 2001 verliebte sich Smiths Familie in das Land und entschied sich 2001 nach Queensland auszuwandern. Als Smith dreizehn Jahre alt war, zog die Familie 2003 in Queenslands Hauptstadt Brisbane. Hier besuchte er das Carmel Catholic College. Ein Freund animierte ihn, es mit der Schauspielerei zu versuchen.

## Karriere
Nach dem Abitur absolvierte Smith mehrere Schauspielkurse, trat in einigen Werbespots auf und arbeitete auch als Hilfsarbeiter. Nachdem er in mehreren Nebenrollen im Fernsehen aufgetreten war, unter anderen bei H2O – Plötzlich Meerjungfrau und Home and Away, wurde Smith in der australischen Seifenoper Nachbarn als Andrew Robinson gecastet. Dazu wurde die Hintergrundgeschichte der Figur geändert, um Smiths schottischem Akzent Rechnung zu tragen, denn ursprünglich sollte die Figur Andrew Robinson in Brasilien groß geworden worden sein.
Smith beendete 2012 seine Dreharbeiten zu Neighbours. Er ist seitdem in dem Spielfilm Unbroken und den historischen Dramen Banished und Vikings zu sehen. Für den Zeitraum der Dreharbeiten zu Vikings lebte Smith in Irland.
Smith war mit der irischen Schauspielerin Sophie Vavasseur liiert, die er bei den Dreharbeiten zu Vikings kennenlernte. Das Paar trennte sich Ende 2019.

## Filmografie (Auswahl)
- 2006: Meine peinlichen Eltern (Mortified, Fernsehserie, eine Folge)
- 2007–2010: H2O – Plötzlich Meerjungfrau (H2O: Just Add Water, Fernsehserie, 6 Folgen)
- 2008: Ruinen (The Ruins)
- 2008: Home and Away (Fernsehserie, 3 Folgen)
- 2009–2013;2022: Nachbarn (Neighbors, Fernsehserie, 696 Folgen)
- 2014: Kerion
- 2014: Unbroken
- 2015: Banished (Miniserie, 5 Folgen)
- 2016–2020: Vikings (Fernsehserie, 51 Folgen)
- 2020: Lovecraft Country (Fernsehserie, 7 Folgen)